# Meili
A la mitologia nòrdica, Meili és un dels Aesir. El seu nom apareix en l'Edda poètica, a Hárbarðsljóð on Thor l'enumera només com el seu germà, ometent els seus germanastres universalment coneguts com a Baldr i Vali, indicant no sols que Meili és un fill d'Odin, sinó que també probablement és fill de Jordà.